# Lyudmila Borozna
Lyudmila Vasilyevna Borozna (em russo:  Людмила Васильевна Борозна; São Petersburgo, 2 de janeiro de 1954) é uma ex-jogadora de voleibol da Rússia que competiu pela União Soviética nos Jogos Olímpicos de 1972.
Em 1972, ela fez parte da equipe soviética que conquistou a medalha de ouro no torneio olímpico, no qual atuou em quatro partidas.